# Maccaffertium mexicanum
Maccaffertium mexicanum is een haft uit de familie Heptageniidae. De wetenschappelijke naam van de soort is voor het eerst geldig gepubliceerd in 1920 door Ulmer.
De soort komt voor in het Nearctisch gebied en het Neotropisch gebied.